# Мирный (Кыргызстан)
Мирный (кирг. Мирный) — село в Сокулукском районе Чуйской области Кыргызстана. Входит в состав Джаны-Пахтинского айылного аймака.

## География
Село расположено в северной части области, на расстоянии приблизительно 28 километров (по прямой) к северу от села Сокулук, административного центра района. Абсолютная высота — 596 метров над уровнем моря.

## Население
Согласно оценочным данным Национального статистического комитета Кыргызской Республики, численность населения села на начало 2023 года составляла 1454 человека.
| год     | 2009 | 2014 | 2015 | 2020 | 2021 | 2023 |
| ------- | ---- | ---- | ---- | ---- | ---- | ---- |
| человек | 898  | 1030 | 1015 | 1153 | 1158 | 1454 |